# 条纹斑竹鲨
条纹斑竹鲨（学名：Chiloscyllium plagiosum），又名斑竹狗鮫，俗名狗鯊，为軟骨魚綱鬚鯊目天竺鲨科斑竹鲨属的一種。

## 分布
本魚分布于印度－西太平洋區，包括波斯灣、阿拉伯海、孟加拉灣、安達曼海、東南亞、新幾內亞、中國南海和东海、台灣、日本等海域。该物种的模式产地在苏门答腊。

## 深度
水深1至30公尺。

## 特徵
本魚體呈圓柱形，稍平扁。眼睛橢圓形，鼻孔緣具短而尖凸之鬚，具鼻褶與口鼻溝。體呈灰褐色，體側具12至13條暗色橫紋，體側及各鰭另具有許多淡色斑點。體長可達69公分。

## 生態
本魚主要棲息在沿海礁沙混合且海藻叢生的海床，行動緩慢。肉食性，以底棲無脊椎動物及小魚為食。卵生。

## 經濟利用
食用魚，可做成魚漿或魚丸，偶爾在水族館中展示。